# Disque de feutrine

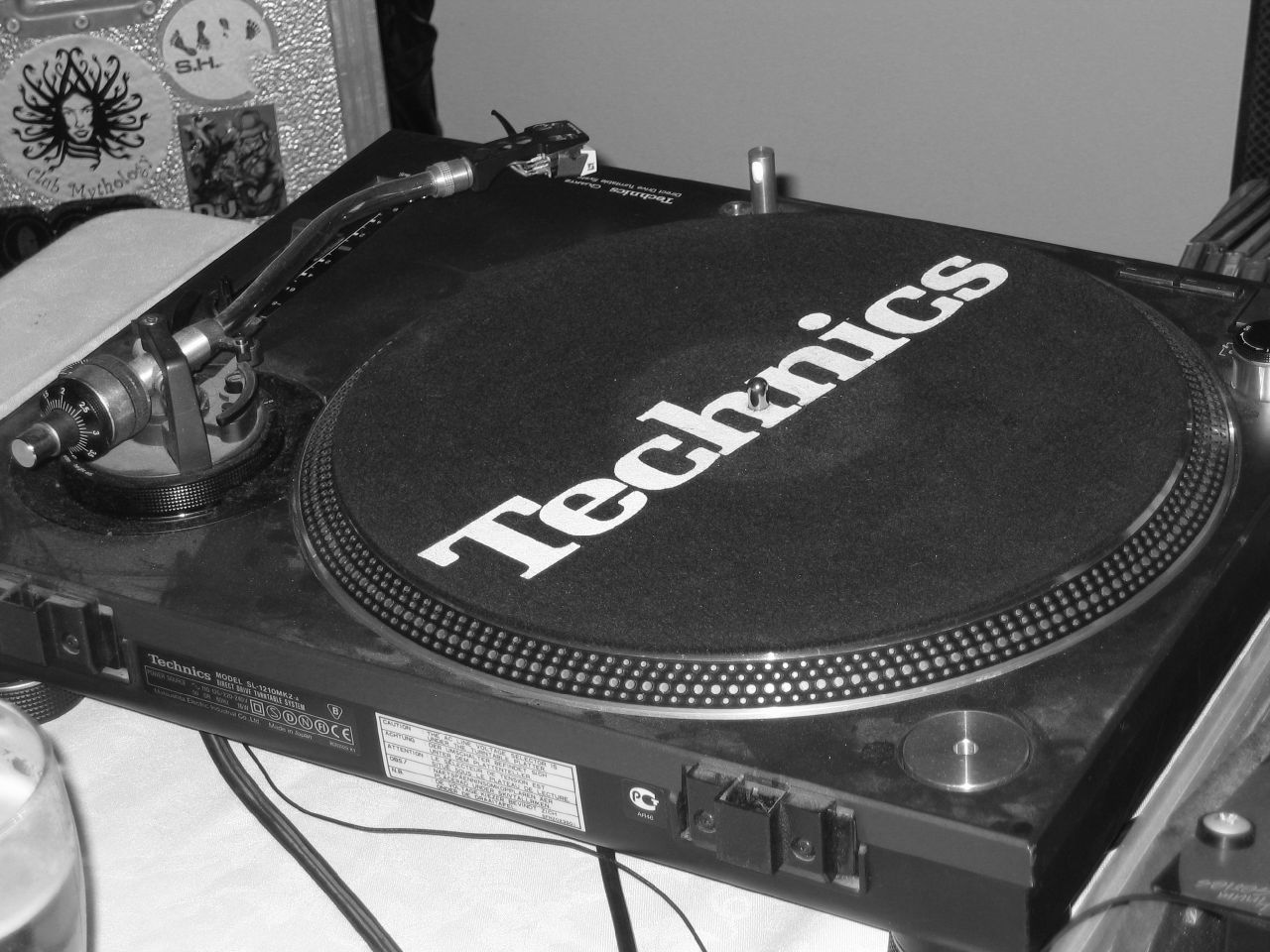
Technics SL-1200.

Un disque de feutrine est une pièce circulaire en feutrine, ou composée de matières synthétiques, qui s’intercale entre une platine tourne-disques et les disques eux-mêmes.
Contrairement au tapis en caoutchouc qui est conçu pour maintenir fermement le disque en synchronisation avec le plateau rotatif, les slipmats sont conçus pour glisser sur le plateau, permettant au DJ de manipuler un disque sur une platine tandis que le plateau continue de tourner en dessous. Ceci est utile pour maintenir un disque immobile pour le slip-cueing, faire des ajustements minutieux pour le mixage et manipuler le disque d'avant en arrière pour le scratch le tout sans rayer le disque et sans détériorer le système d’entraînement de la platine. Ils sont également très couramment utilisés simplement comme décoration lorsqu'un disque n'est pas sur la platine.
Le slipmat a été inventé par le pionnier du hip-hop Grandmaster Flash pour améliorer son son et déplacer le vinyle dans le sens antihoraire sans causer trop de traînée et trop de friction. Dans une interview au Washington Post, il se souvient « Ma mère était couturière donc je connaissais différents types de matières », poursuit-il. Ayant opté pour le feutre, Flash a rencontré un autre problème. "Le problème avec le feutre, c'est qu'il était drapé, il était mou", se souvient-il. "Alors j'ai couru à la maison et j'ai obtenu une copie de mon album et j'ai acheté juste assez de feutre pour découper deux cercles ronds de la même taille qu'un disque 33 tour et - quand ma mère ne regardait pas - j'ai tourné le fer à fond haut et j'ai utilisé l'amidon de pulvérisation de ma mère. Je l'ai pulvérisé jusqu'à ce que ce morceau de feutre mou devienne - je l'ai appelé wafer comme ce que vous obtenez à l'église à Pâques. Aujourd'hui, cela s'appelle un slipmat